# Véloroute du canal du Nivernais
La véloroute du canal du Nivernais est un aménagement cyclable long de 183,2 km situé en France qui longe le canal du Nivernais entre Auxerre dans le département de l'Yonne et Decize dans le département de la Nièvre. L'ensemble de la piste se situe en Bourgogne-Franche-Comté.

## Parcours
La piste suit  le tracé du canal du Nivernais à travers les départements de  l'Yonne et de la Nièvre et s’inscrit successivement dans les vallées de l'Yonne et de l'Aron. Elle traverse une région très rurale aux confins du Morvan et passe par les villes ou bourgs d'Auxerre, Champs-sur-Yonne, Châtel-Censoir, Clamecy, Châtillon-en-Bazois, Cercy-la-Tour et Decize. 

## Équipements
L'aménagement réutilise l'ancien chemin de halage du canal du Nivernais. Il s'agit pour l'essentiel d'une voie verte en site propre. Quelques passages sont en voie partagée avec les voitures d'où la qualification de l'aménagement en véloroute : ces tronçons représentent moins de 20 km et se trouvent à Vaux, Coulanges-sur-Yonne, Dirol et Bazolles (Baye). Le revêtement est pratiquement intégralement réalisé en enrobé lisse. Un fléchage indique à chaque croisement avec un axe routier les distances jusqu'aux agglomérations suivantes. Aux principales étapes, on trouve des plans de la véloroute et de circuits secondaires empruntant de petites départementales et conduisant vers des sites touristiques.

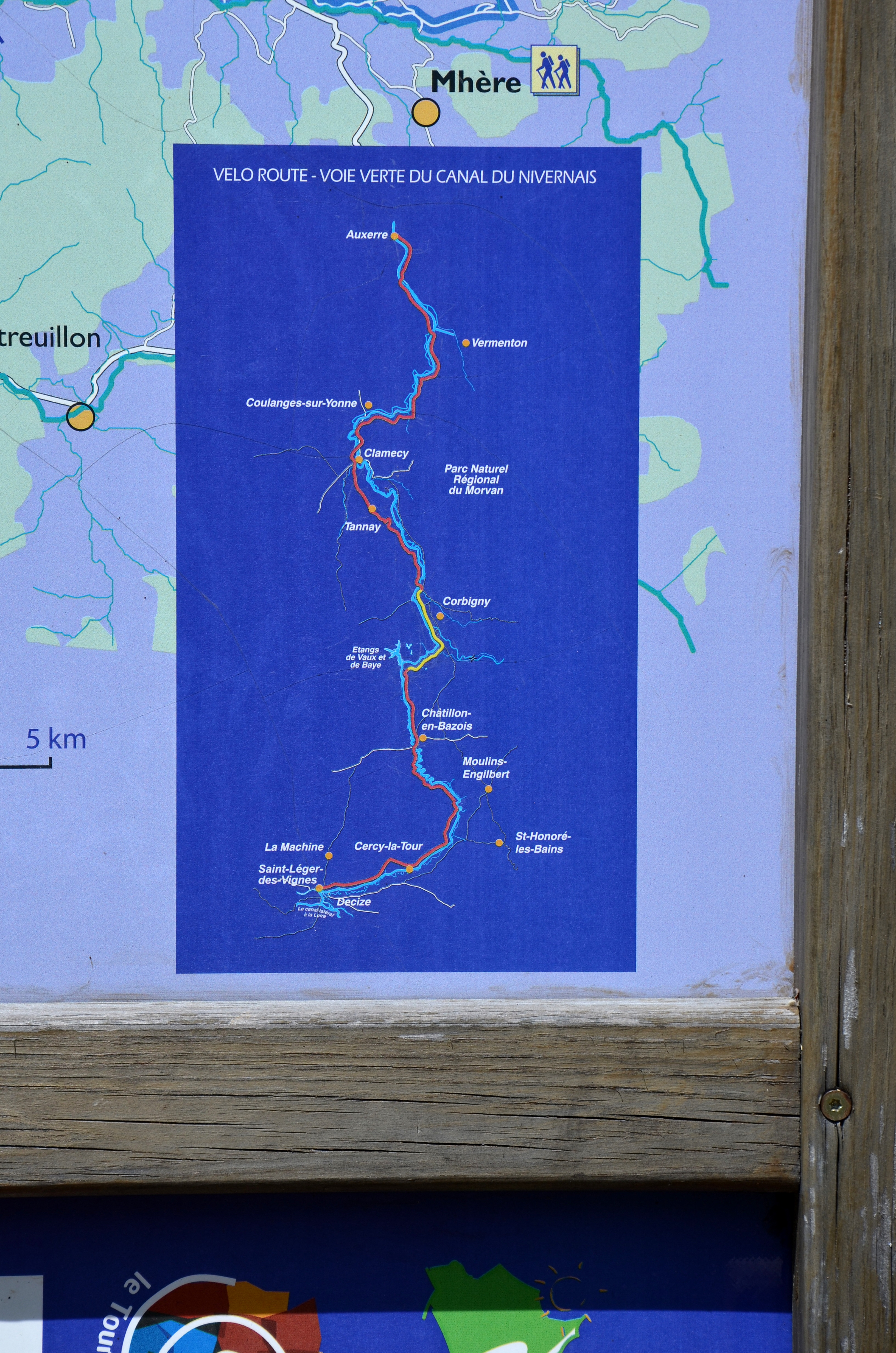
Plan général
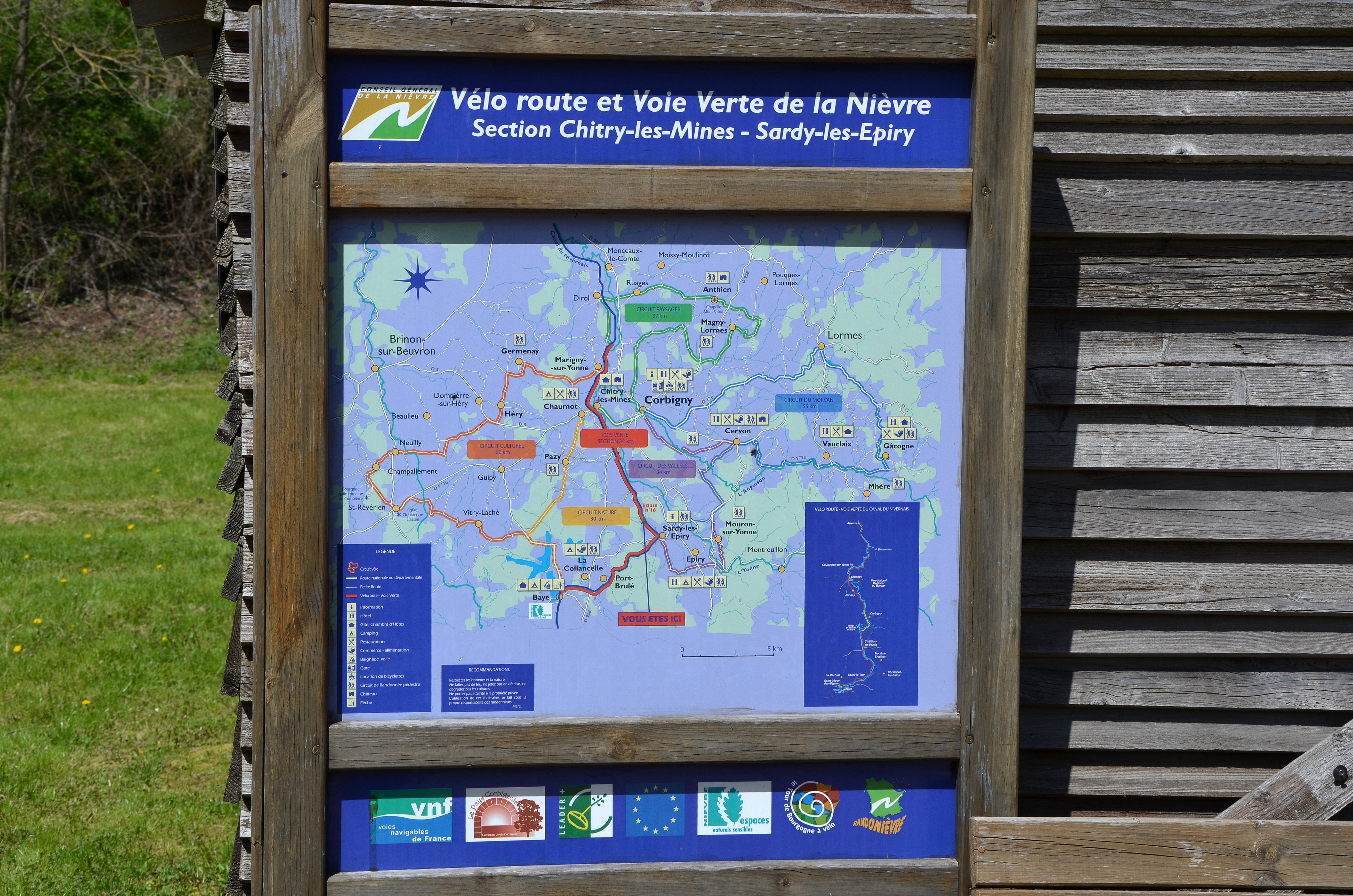
Plan local avec circuits secondaires
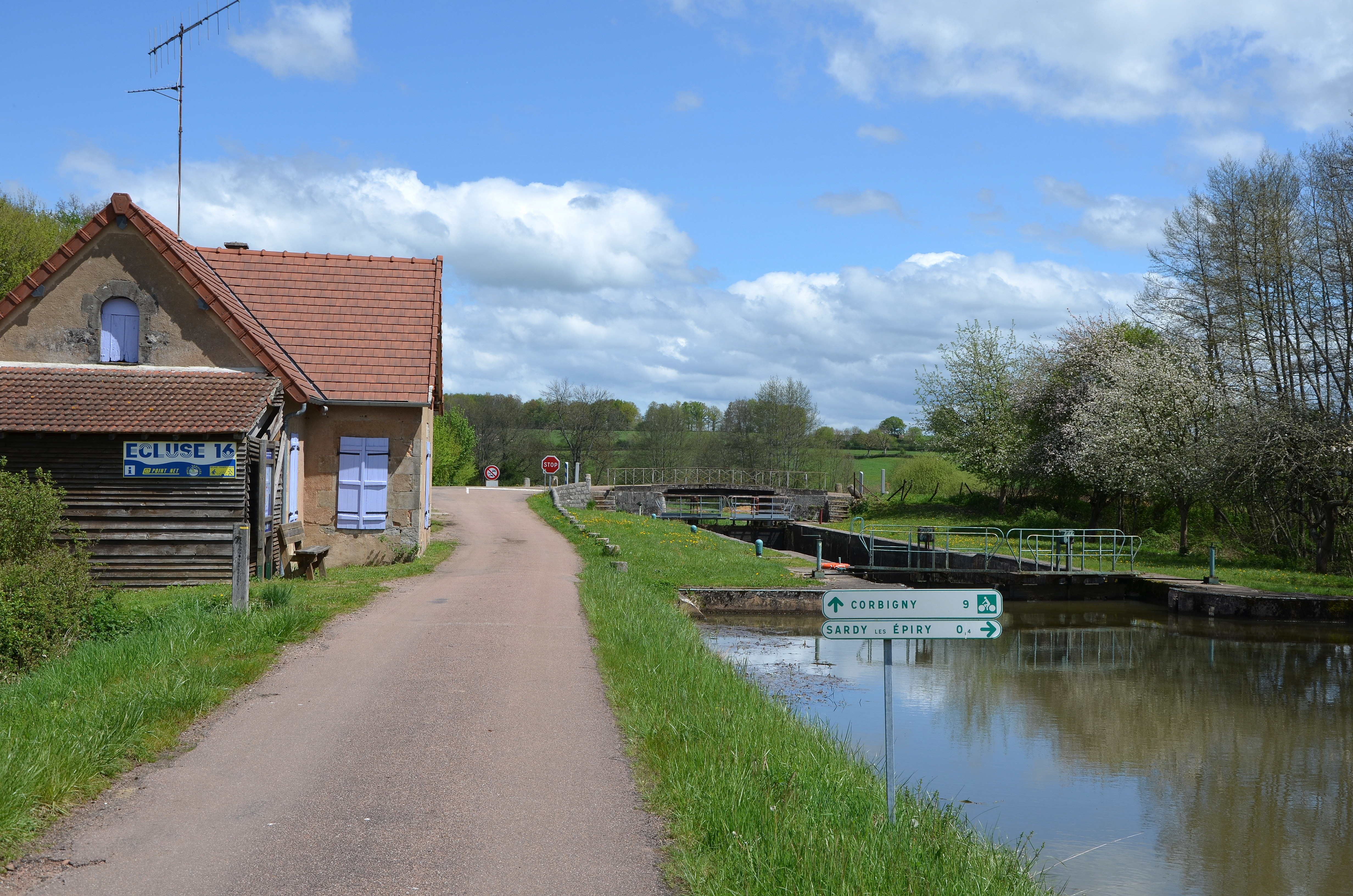
Exemple de signalétique
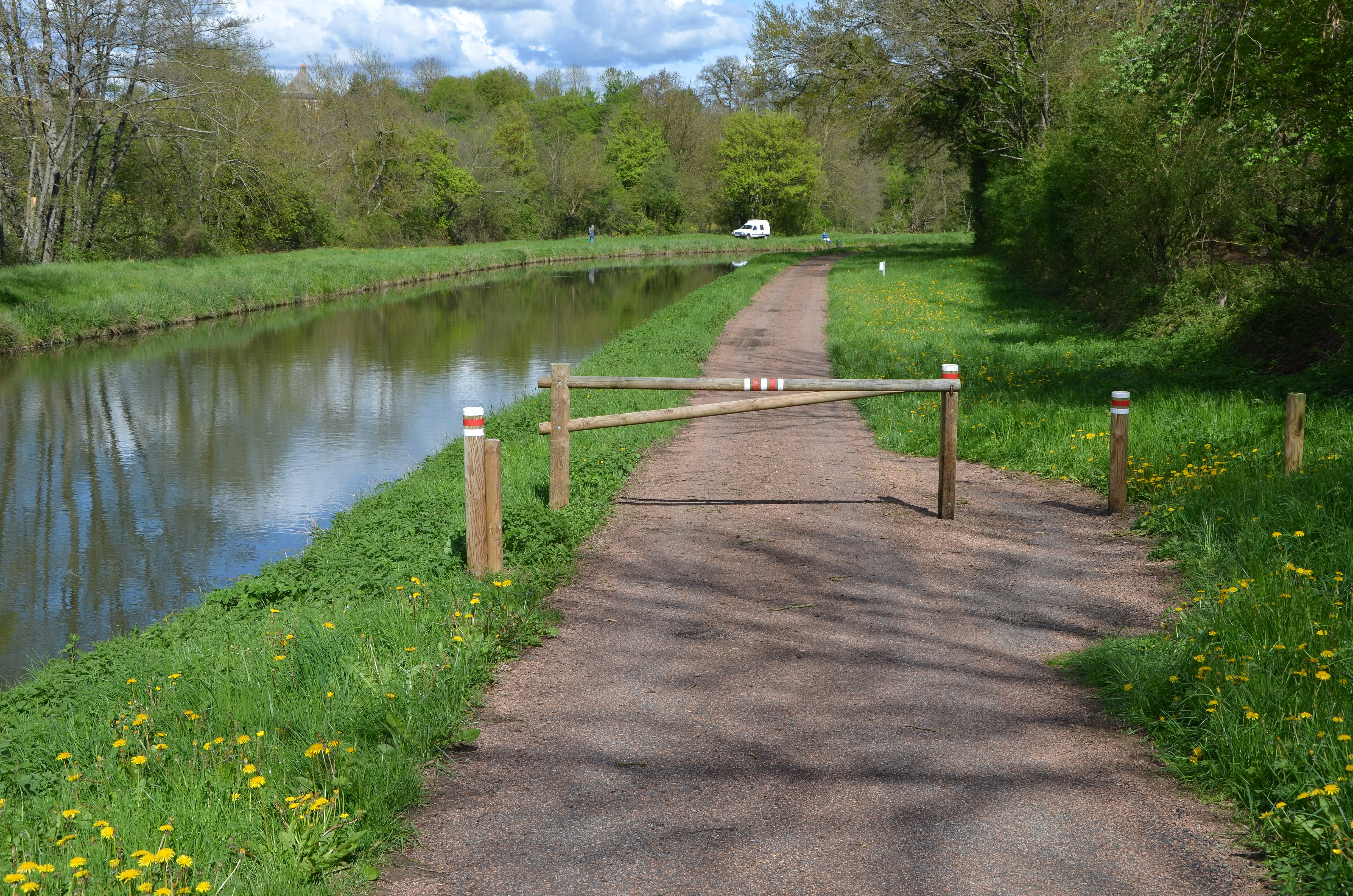
Barrière de filtrage
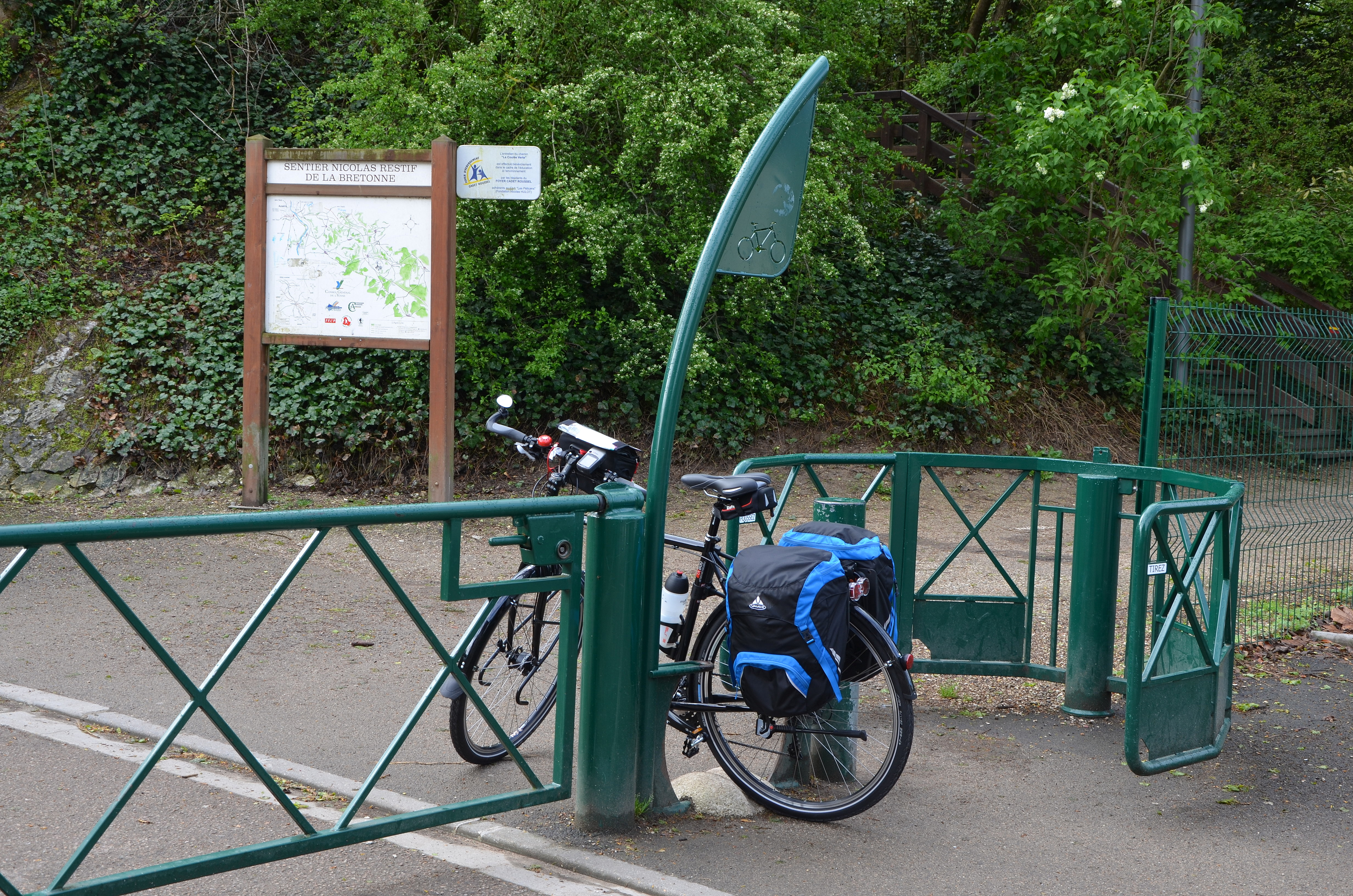
A Auxerre une barrière de filtrage pas adaptée à la pratique du vélo.

## Investissement et utilisation
Les retombées économiques annuelles de la véloroute sont estimées en 2009 à environ 30 000 € par km et par an. L'essentiel de ces retombées est liée à la fréquentation par les touristes itinérants à vélo souvent étrangers. La fréquentation totale des pistes du tour de Bourgogne, qui englobe également l'itinéraire qui suit le canal de Bourgogne et la piste cyclable entre Chalon-sur-Saône et Mâcon via Cluny, était estimé à 1 million d'utilisateurs par an en 2009.

## Galerie

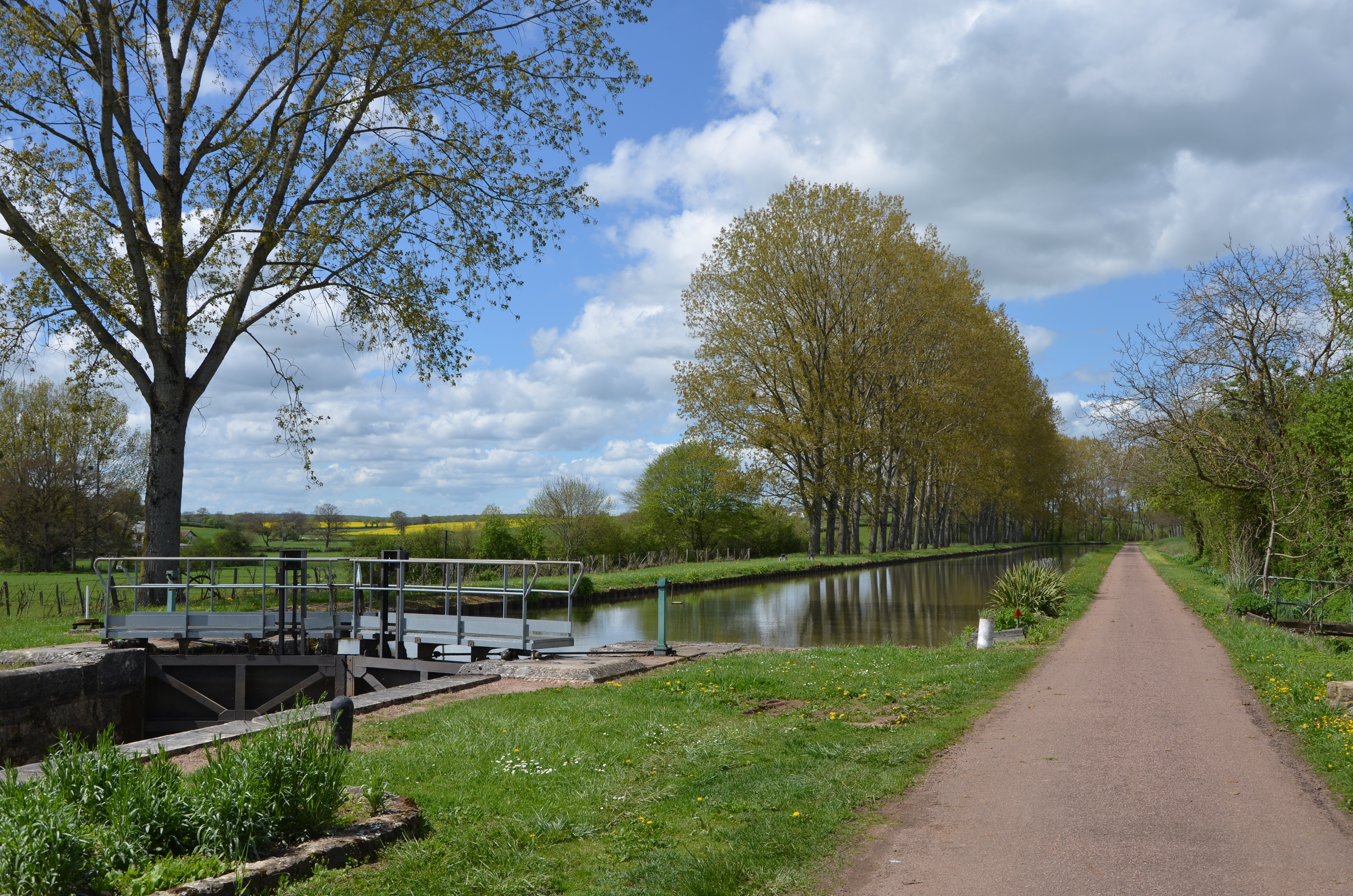
Vers Bazolles
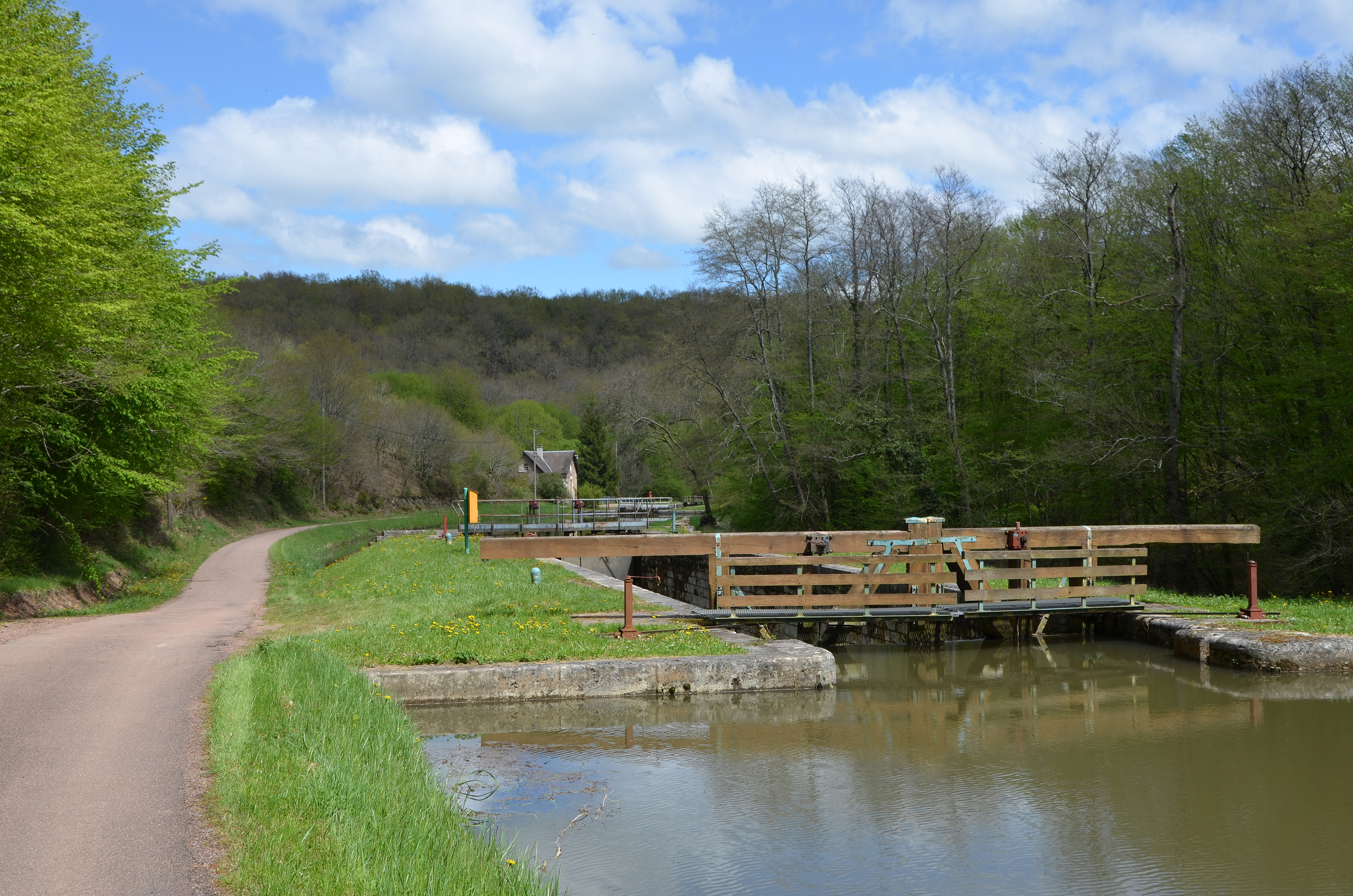
Le long de l'échelle d'écluses de Sardy-les-Epiry
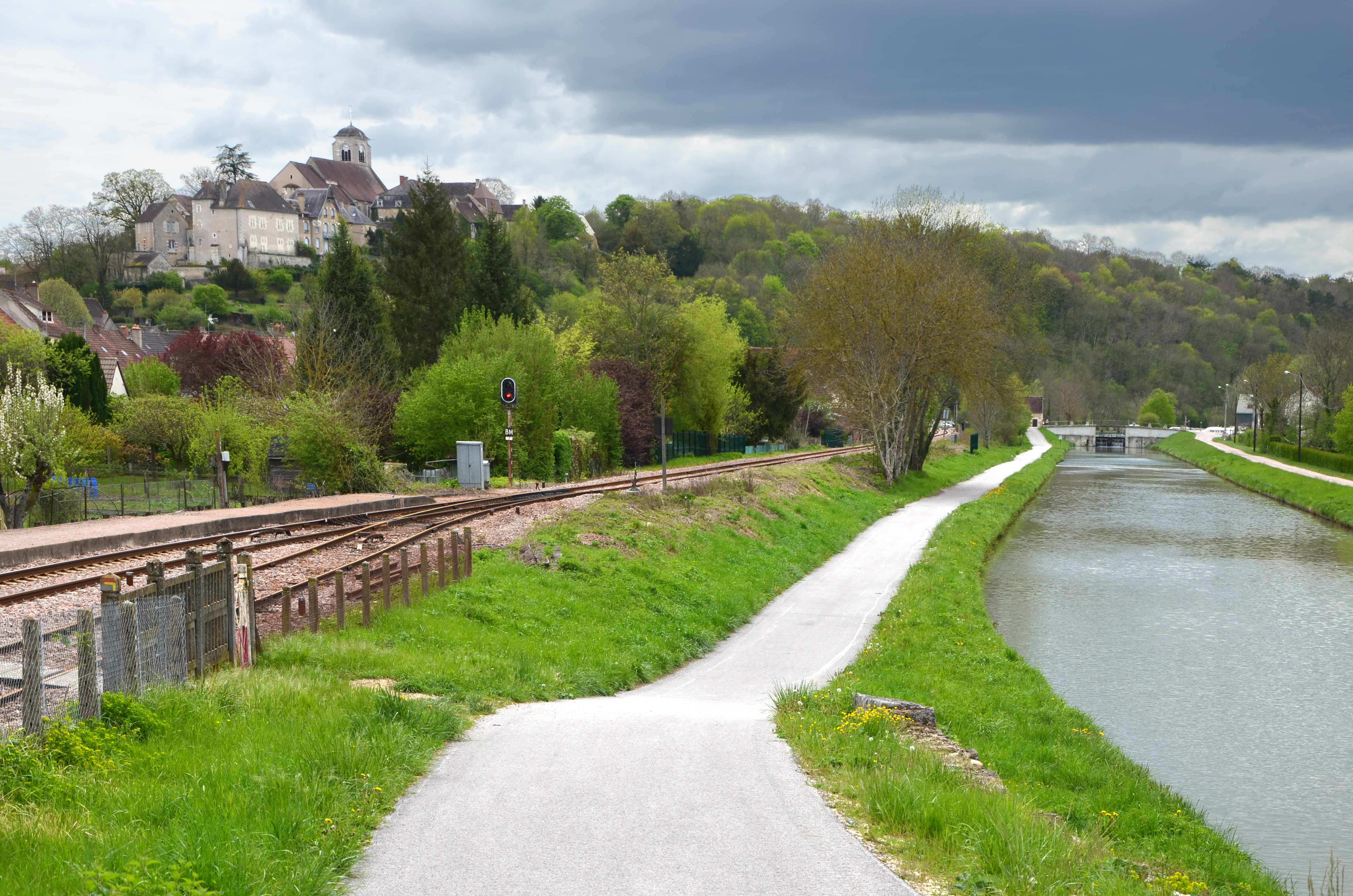
L'aménagement cyclable entre voie ferrée et canal à Chatel-Censoir
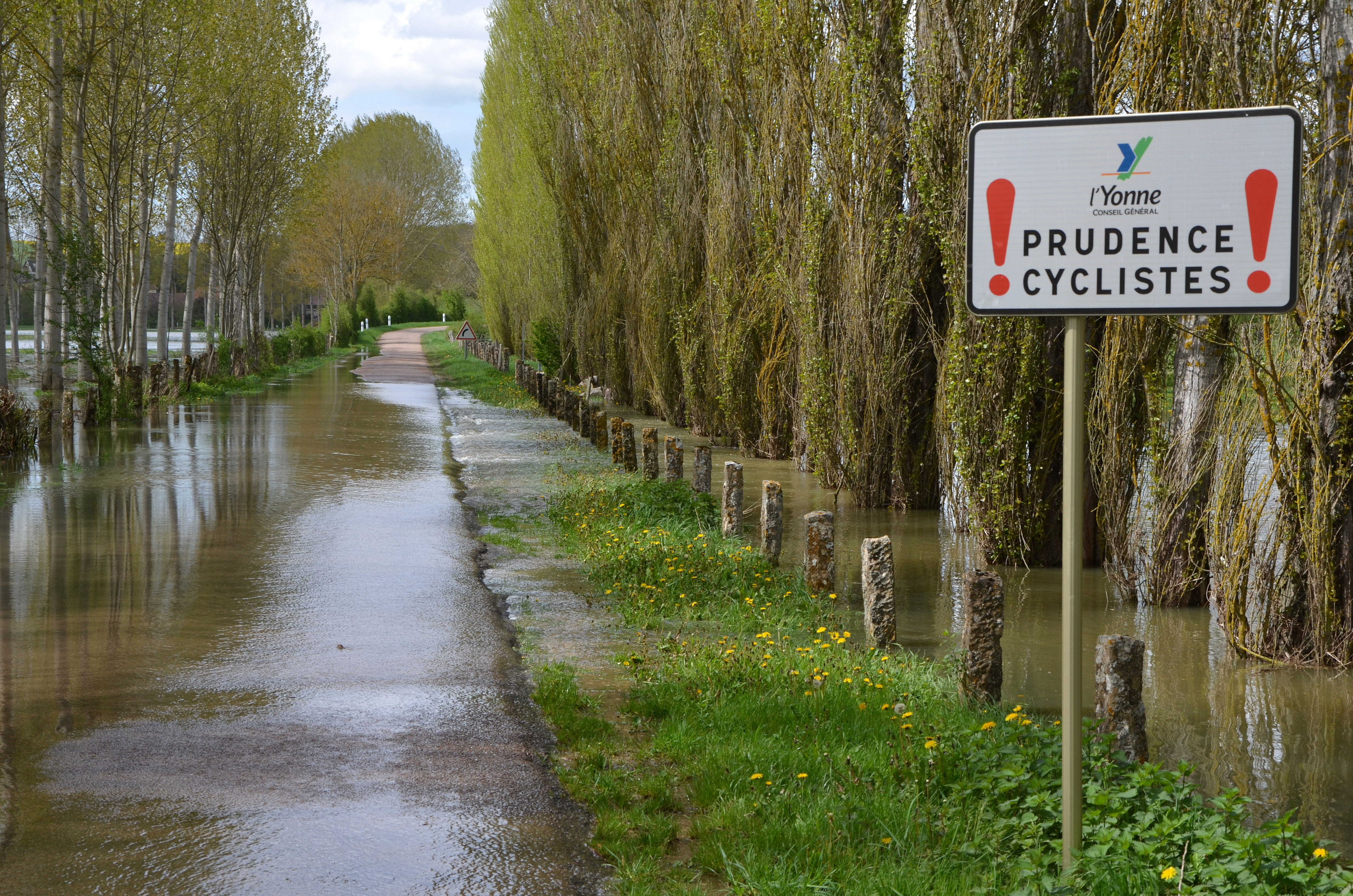
Tronçon en voie partagée légèrement submergé par une crue de l'Yonne